# Guárico
Guárico és un dels 23 estats en què és dividida Veneçuela. La capital de l'estat és San Juan de los Morros.

## Municipis
1. Camaguán (Camaguán)
2. Chaguaramas (Chaguaramas)
3. El Socorro (El Socorro)
4. Francisco de Miranda (Calabozo)
5. José Félix Ribas (Tucupido)
6. José Tadeo Monagas (Altagracia de Orituco)
7. Juan Germán Roscio (San Juan de los Morros)
8. Julián Mellado (El Sombrero)
9. Las Mercedes (Las Mercedes)
10. Leonardo Infante (Valle de la Pascua)
11. Ortiz (Ortiz)
12. Pedro Zaraza (Zaraza)
13. San Gerónimo de Guayabal (Guayabal)
14. San José de Guaribe (San José de Guaribe)
15. Santa María de Ipire (Santa María de Ipire)